# Бударгин, Олег Михайлович
Олег Михайлович Бударгин (род. 16 ноября 1960, Ключи, Камчатская область) — бывший генеральный директор Публичного акционерного общества «Российские сети». Последний губернатор Таймырского (Долгано-Ненецкого) автономного округа в 2003—2006 гг. Член Высшего совета партии «Единая Россия».

## Биография
Родился 16 ноября 1960 года в посёлке Ключи Усть-Камчатского района Камчатской области. В 1982 году окончил с отличием Норильский индустриальный институт. По окончании института проходил срочную службу в рядах Советской Армии.
С 1984 года работал на Норильском горно-металлургическом комбинате мастером СМУ шахтопроходческого треста, затем — заместителем начальника производственного отдела строительно-монтажного объединения «Норильскстрой». С 1987 по 1991 год — на работе в норильском горкоме КПСС. В 1991 году вернулся на НГМК, где работал на различных руководящих должностях.
С 1994 по 1995 год занимал пост первого заместителя главы города Норильска. С 1995 до 2000 года работал заместителем генерального директора НГМК по персоналу.
С марта по декабрь 2000 года исполнял обязанности главы города Норильска. 10 декабря стал мэром Норильска — на выборах за него проголосовали 63,7 % избирателей.
26 января 2003 года избран губернатором Таймырского (Долгано-Ненецкого) автономного округа, набрав примерно 70 % голосов. 1 января 2007 года прекратил полномочия губернатора в связи с объединением округа с Эвенкийским автономным округом и Красноярским краем в один субъект Российской Федерации.
27 февраля 2007 года назначен помощником Полномочного представителя Президента в Сибирском федеральном округе.
С 12 июля 2009 года в соответствии с решением Совета директоров ПАО «Федеральная сетевая компания Единой энергетической системы» назначен временно исполняющим обязанности Председателя Правления общества; 27 октября 2009 года избран председателем Правления ПАО «ФСК ЕЭС». С ноября 2013 года — председатель Совета директоров ПАО «ФСК ЕЭС».
14 июня 2013 года решением Совета директоров ПАО «Россети» утвержден генеральным директором Публичного акционерного общества «Российские сети». В сентябре 2017 года покинул «Российские сети»; компанию возглавил руководитель департамента ЖКХ города Москвы Павел Анатольевич Ливинский.
В рамках общественной деятельности:
- с 1989 по 1991 год — депутат Норильского городского Совета народных депутатов.
- с 1997 по 2000 год — депутат Законодательного собрания Красноярского края.

За последние пять лет занимал должности в органах управления следующих организаций:
- Член Совета директоров ПАО «ФСК ЕЭС».
- Член Совета директоров ЗАО «Агентство по прогнозированию балансов в электроэнергетике».
- Член Совета директоров ОАО «ИНТЕР РАО ЕЭС».
- Председатель Совета директоров ПАО «Федеральная сетевая компания Единой энергетической системы» («ФСК ЕЭС»).
- Член Совета директоров ПАО «Московской объединенной электросетевой компании».

5 декабря 2011 года избран главой Наблюдательного совета Российской Ассоциации солнечной энергетики.
Член Комиссии при Президенте РФ по вопросам стратегии развития топливно-энергетического комплекса и экологической безопасности.
Вице-председатель и старший советник, отвечающий за региональное развитие, Мирового энергетического совета (МИРЭС, WEC).
С 2011 года Член Наблюдательного совета АО «Всероссийский банк развития регионов».
С 2012 года Председатель Наблюдательного совета Некоммерческого партнерства «Ассоциация предприятий солнечной энергетики».
С 2012 года Член Наблюдательного Совета Северо-Кавказского федерального университета
С 2012 года Член Попечительского Совета, Член Ученого Совета Национального исследовательского университета «МЭИ»
С 2012 года Член Совета, Вице-Президент по направлению «Экология» межрегиональной общественной организации «Ассоциация полярников»
С 2013 года Член Попечительского Совета «Государственного академического Мариинского театра»
С 2014 года Член Попечительского Совета Приморского театра оперы и балета
С 2014 года Председатель Совета директоров ПАО «Федеральный испытательный центр»

## Награды и почётные звания

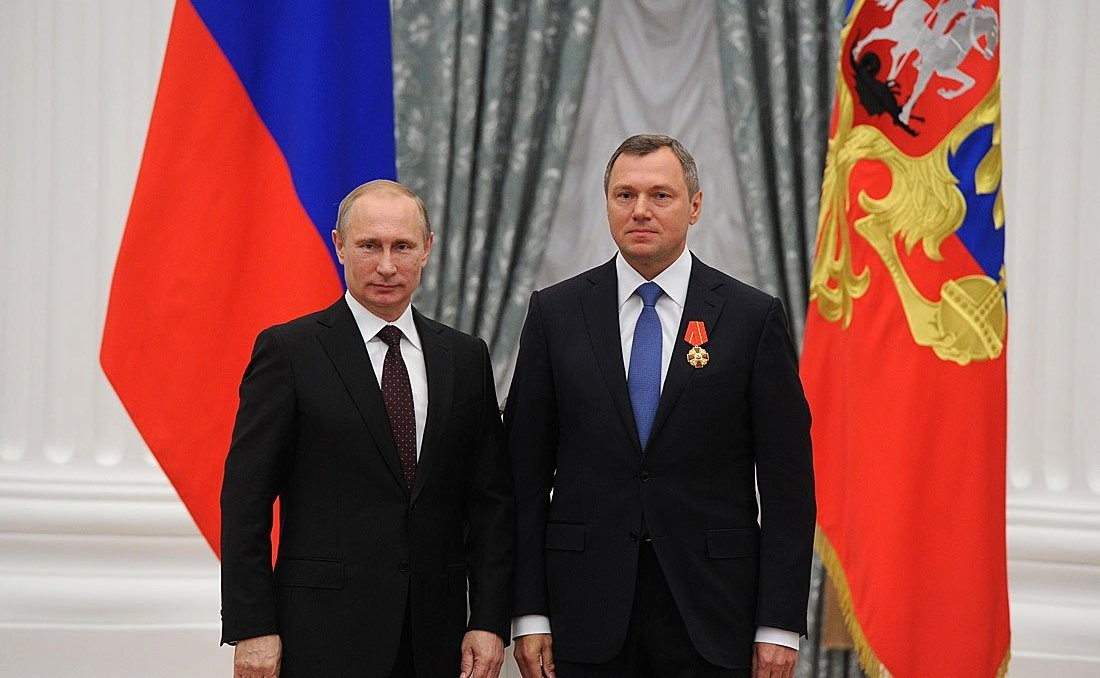
Награждение Орденом Александра Невского.
31 июля 2014 года

- В 2005 году О. М. Бударгину была объявлена Благодарность Президента Российской Федерации за заслуги в социально-экономическом развитии Таймырского (Долгано-Ненецкого) автономного округа[8].
- В 2010 году была вручена Почётная грамота Правительства Российской Федерации.
- Награждён государственными орденами: орденом Александра Невского[9], орденом Почёта[10], орденом Дружбы[11], медалью ордена «За заслуги перед Отечеством» II степени, орденом «За заслуги перед Отечеством» IV степени.
- Награждён орденами РПЦ: орденом Святого Благоверного князя Даниила Московского II степени, орденом Преподобного Сергия Радонежского II степени, орденом Преподобного Серафима Саровского II степени.
- Награждён медалями.
- Действительный государственный советник РФ 3 класса[12]
- В 2012 году получил звание «Заслуженный энергетик Российской Федерации»[13].
- Кандидат экономических наук.
- Является почётным гражданином Таймыра, Норильска, Каспийска, Диксона.
- Благодарность Правительства Российской Федерации (30 сентября 2016 года) — за достигнутые трудовые успехи и активную общественную деятельность[14].

## Семья
Женат. Есть сын.

## Публикации
- Бударгин О. М., Малышенко С. П., Шишкин А. Н. Инновационные водородные и сверхпроводниковые технологии для энергетики // Инновационные технологии в энергетике : сборник  / Под ред. О. М. Бударгина и С. П. Малышенко. — М.: Наука, 2012. — Т. 2. — С. 5—20. — ISBN 978-5-02-037986-2.